# Kanton Mimizan
Mimizan is een voormalig kanton van het Franse departement Landes. Het kanton maakte deel uit van het arrondissement Mont-de-Marsan. Ingevolge het decreet van 18.2.2014 is het op 22.3.2015 geheel opgenomen in het nieuwe kanton Côte d'Argent.

## Gemeenten
Het kanton Mimizan omvatte de volgende gemeenten:
- Aureilhan
- Bias
- Mézos
- Mimizan (hoofdplaats)
- Pontenx-les-Forges
- Saint-Paul-en-Born